# 1504
| [ Edytuj tabelę ]                          | |
| Król Polski                                | - 1501 Aleksander Jagiellończyk 1506 |
| Współksiążęta Andory                       | - 1472 Pere de Cardona 1512 - 1483 Katarzyna z Nawarry 1512 - 1484 Jan III 1516 |
| Król Anglii                                | - 1485 Henryk VII 1509 |
| Król Aragonii i Walencji, hrabia Barcelony | - 1479 Ferdynand Aragoński 1516 |
| Władca Azteków                             | - 1502 Montezuma II 1520 |
| Elektor Brandenburgii                      | - 1499 Joachim I Nestor 1535 |
| Książę Bawarii                             | - 1503 Albrecht IV Mądry 1508 |
| Sułtan Brunei                              | - 1473 Bolkiah 1521 |
| Cesarz Chin                                | - 1487 Hongzhi 1505 |
| Król Czech                                 | - 1490 Władysław II Jagiellończyk 1516 |
| Król Danii                                 | - 1481 Jan Oldenburg 1513 |
| Dalajlama                                  | - 1475 Gendun Gjaco 1541 |
| Władca Egiptu                              | - 1501 Kansuh al-Ghauri 1516 |
| Cesarz Etiopii                             | - 1494 Naod 1508 |
| Król Francji                               | - 1498 Ludwik XII 1515 |
| Hrabia Holandii                            | - 1494 Filip I Piękny 1506 |
| Szach Iranu                                | - 1501 Isma’il I 1524 |
| Władca Inków                               | - 1493 Huayna Capac 1527 |
| Lord Irlandii                              | - 1485 Henryk VII Tudor 1509 |
| Cesarz Japonii                             | - 1500 Go-Kashiwabara 1526 |
| Kalif                                      | - 1497 Al-Mustamsik 1508 |
| Król Kastylii i Leónu                      | - 1474 Izabela I Katolicka 1504 - 1504 Joanna Szalona 1506 |
| Patriarcha Konstantynopola                 | - 1503 Pachomiusz I 1504 - 1504 Joachim I 1504 - 1504 Pachomiusz I 1513 |
| Władca Korei                               | - 1494 Yŏngsan 1506 |
| Wielki książę litewski                     | - 1492 Aleksander Jagiellończyk 1506 |
| Sułtan Maroka                              | - 1472 Muhammad asz-Szajch al-Mahdi 1505 |
| Senior Monako                              | - 1494 Jan II 1505 |
| Wielki książę moskiewski                   | - 1462 Iwan III Srogi 1505 |
| Król Nawarry                               | - 1484 Katarzyna z Nawarry i Jan d’Albret 1516 |
| Król Norwegii                              | - 1483 Jan Oldenburg 1513 |
| Sułtan Omanu                               | - 1500 Muhammad ibn Isma’il 1529 |
| Elektor Palatynatu                         | - 1476 Filip 1508 |
| Papież                                     | - 1503 Juliusz II 1513 |
| Król Portugalii                            | - 1495 Manuel I 1521 |
| Cesarz Rzymski (niemiecki)                 | - 1493 Maksymilian I Habsburg 1519 |
| Kapitanowie Regenci San Marino             | - 1503 Francesco di Girolamo Bonifazio di Andrea 1504 - 1504 Fabrizio di Pier Leone Corbelli Marino di Niccolò di Giovanetto 1504 - 1504 Antonio di Girolamo Francesco di Marino Giangi 1505 |
| Elektor Saksonii                           | - 1486 Fryderyk I Mądry 1525 |
| Król Szkocji                               | - 1488 Jakub IV 1513 |
| Król Szwecji                               | - 1504 Svante Nilsson Sture 1512 |
| Król Tajlandii                             | - 1491 Ramathibodi II 1529 |
| Sułtan Turków                              | - 1481 Bajazyd II 1512 |
| Doża Wenecji                               | - 1501 Leonardo Loredano 1521 |
| Król Węgier                                | - 1490 Władysław II 1516 |
| Cesarz Wietnamu                            | - 1497 Lê Hiến Tông 1504 - 1504 Lê Túc Tông 1505 |
| Wielki mistrz zakonu krzyżackiego          | - 1498 Fryderyk Wettyn 1510 |

Rok 1504 / MDIV
stulecia: XV wiek ~
XVI wiek ~
XVII wiek

lata: 1494 «
1499 «
1500 «
1501 «
1502 «
1503 «
1504
» 1505
» 1506
» 1507
» 1508
» 1509
» 1514

## Wydarzenia w Polsce
- 21 stycznia-13 marca – w Piotrkowie obradował sejm[1].
- 6 lutego – miasto Wrocław i wrocławska kapituła katedralna zawarły układ kolowratski.
- Sejm piotrkowski zdecydował, iż król nie może dysponować dobrami koronnymi bez zgody sejmu.
- Aleksander Jagiellończyk nadał Zgierzowi „targi”.

## Wydarzenia na świecie
- 31 stycznia – Francja scedowała Neapol na rzecz Hiszpanii.
- 29 lutego – miało miejsce zaćmienie Księżyca, które zostało wykorzystane na Jamajce przez Krzysztofa Kolumba do zastraszenia tubylców w celu dostarczenia przez nich żywności.
- 8 września – ukończenie i odsłonięcie rzeźby Dawid Michała Anioła.
- 26 listopada – Filip I Piękny został królem Kastylii.

- Wnuk Timura, książę Babur, opanował Afganistan i część wschodniego Iranu. Zdobył Kabul i Gaznę.

## Urodzili się
- 17 stycznia – Pius V, papież (zm. 1572)
- 30 kwietnia – Francesco Primaticcio, włoski malarz i architekt (zm. 1570)
- 5 maja – Stanisław Hozjusz, polski teolog i pisarz (zm. 1579)
- 18 lipca – Heinrich Bullinger, szwajcarski reformator religijny, teolog (zm. 1575)

- data dzienna nieznana:
- Jan Lenartz, holenderski augustianin, męczennik, święty katolicki (zm. 1572)

## Zmarli
- 18 kwietnia – Filippino Lippi, malarz włoski (ur. 1457)
- 2 lipca – Stefan III Wielki, hospodar Mołdawii (ur. 1433)
- 22 września – Jan II Szalony, książę żagański i głogowski (ur. 1435)
- 26 listopada – Izabela I Katolicka, królowa Kastylii (ur. 1451)